# I liga peruwiańska w piłce nożnej (2010)
I liga peruwiańska w piłce nożnej (2010)
Mistrzem Peru został klub Universidad San Martín Lima, natomiast wicemistrzem Peru – klub León Huánuco.
Do Copa Libertadores w roku 2011 zakwalifikowały następujące kluby:
- Universidad San Martín Lima (1. miejsce w tabeli sumarycznej)
- León Huánuco (2. miejsce w tabeli sumarycznej)
- Alianza Lima (3. miejsce w tabeli sumarycznej)

Do Copa Sudamericana w roku 2011 zakwalifikowały się następujące kluby:
- Universitario Lima (4. miejsce w tabeli sumarycznej)
- Universidad César Vallejo Trujillo (5. miejsce w tabeli sumarycznej)
- Juan Aurich Chiclayo (6. miejsce w tabeli sumarycznej)

Kluby, które spadły do II ligi:
- José Gálvez Chimbote (przedostatni w tabeli sumarycznej)
- Total Chalaco Callao (ostatni w tabeli sumarycznej)

Na miejsce spadkowiczów awansowały następujące kluby:
- Cobresol Moquegua (mistrz II ligi)
- Unión Comercio Nueva Cajamarca (zwycięzca turnieju Copa Perú)

## Primera etapa

### Kolejka 1
| Data           | Mecz |
| -------------- | --- |
| 13 lutego 2010 | Sport Boys Callao – José Gálvez Chimbote 2:1 Carlos Roberto Elías 40, Gerardo Gárate 70 – Mario Evaristo Leguizamón 63                               |
| 13 lutego 2010 | Universidad César Vallejo Trujillo – Club Sporting Cristal 2:3 Héctor Hurtado 16, Mayer Candelo 85k – Miguel Ximénez 27, 74, Carlos Lobatón 90w      |
| 14 lutego 2010 | Universitario Lima – Inti Gas Deportes Ayacucho 1:2 Víctor Enrique Píriz 55k – Guillermo Tomasevich 24, Martín Tenemás 68                            |
| 14 lutego 2010 | León Huánuco – Alianza Lima 1:0 Gustavo Ariel Rodas 90                                                                                               |
| 14 lutego 2010 | FBC Melgar – Juan Aurich Chiclayo 1:1 Leandro Rivero 50g – Ricardo Ciciliano 29w                                                                     |
| 14 lutego 2010 | Universidad San Martín Lima – Colegio Nacional Iquitos 3:1 Héber Alberto Arriola 20k, Germán Alemanno 38, Ronald Quinteros 40 – Andy Robert Pando 50 |
| 14 lutego 2010 | Sport Huancayo – Total Chalaco Callao 2:2 Johan Sotil 38, Blas Ramón López 61k – Lin Henry 58, Henry Colan 85                                        |
| 14 lutego 2010 | Alianza Atlético Sullana – Cienciano Cuzco 2:1 Julio César Caicedo 16, Nelinho Minzun Quina 74 – Renzo Benavides 60                                  |

### Kolejka 2
| Data           | Mecz |
| -------------- | --- |
| 20 lutego 2010 | Club Sporting Cristal – FBC Melgar 3:1 Daniel Sánchez 12, Roberto Palacios 33g, Giancarlo Casas 40 – Antonio Meza Cuadra 62                 |
| 20 lutego 2010 | Inti Gas Deportes Ayacucho – León Huánuco 1:2 Leonardo Mina Polo 80k – Éver Gustavo Chávez 52, Luis Alberto Perea 67                        |
| 20 lutego 2010 | Colegio Nacional Iquitos – Sport Boys Callao 3:1 Marcos Abner Delgado 3, Andy Robert Pando 52, Carlos Barrena 87 – Víctor Alfonso Rossel 45 |
| 21 lutego 2010 | Total Chalaco Callao – Universidad César Vallejo Trujillo 0:1 Saulo Aponte 59                                                               |
| 21 lutego 2010 | Cienciano Cuzco – Universidad San Martín Lima 1:3 Miguel Llanos 15 – Héber Alberto Arriola 2, 24g, Josepmir Ballón 83                       |
| 21 lutego 2010 | Alianza Lima – Alianza Atlético Sullana 3:0 Edgar Daniel González 75, Roberto Ovelar 77, 90                                                 |
| 21 lutego 2010 | Juan Aurich Chiclayo – Universitario Lima 2:1 Adrián Zela 22s, Ricardo Ciciliano 70 – Víctor Enrique Píriz 36                               |
| 21 lutego 2010 | José Gálvez Chimbote – Sport Huancayo 1:0 César Manuel Medina 9                                                                             |

### Kolejka 3
| Data           | Mecz |
| -------------- | --- |
| 27 lutego 2010 | Sport Boys Callao – Cienciano Cuzco 2:1 Carlos Roberto Elías 22, Gerardo Gárate 67g – William Zapata Brand 19k               |
| 27 lutego 2010 | Universidad César Vallejo Trujillo – José Gálvez Chimbote 3:0 Mayer Candelo 21k, Héctor Hurtado 35, Roberto Emanuel Demus 85 |
| 27 lutego 2010 | Sport Huancayo – Colegio Nacional Iquitos 4:0 Carlos Alvarenga 7, Johan Sotil 57w, Miguel Mostto 79, Miguel Huertas 90       |
| 28 lutego 2010 | FBC Melgar – Total Chalaco Callao 1:1 Leandro Rivero 25w – Wilder Galiquio 67                                                |
| 28 lutego 2010 | Universidad San Martín Lima – Alianza Lima 0:1 Roberto Ovelar 73                                                             |
| 28 lutego 2010 | Alianza Atlético Sullana – Inti Gas Deportes Ayacucho 1:1 Julio César Caicedo 37 – Leonardo Mina Polo 35                     |
| 28 lutego 2010 | León Huánuco – Juan Aurich Chiclayo 1:0 Luis Alberto Perea 39                                                                |
| 2 marca 2010   | Universitario Lima – Club Sporting Cristal 1:2 Johan Vásquez 18 – Carlos Lobatón 33, Víctor Yoshimar Yotún 86                |

### Kolejka 4
| Data             | Mecz |
| ---------------- | --- |
| 6 marca 2010     | Alianza Lima – Sport Boys Callao 4:1 Roberto Ovelar 7g, Pedro Antonio Aparicio 20g, Alexander Gustavo Sánchez 44, Jhonnier Montaño 87 – Gerardo Gárate 37                  |
| 6 marca 2010     | Colegio Nacional Iquitos – Universidad César Vallejo Trujillo 2:4 Andy Robert Pando 22, 42 – Saulo Aponte 2, Roberto Emanuel Demus 6, Mayer Candelo 60, Manuel Corrales 73 |
| 6 marca 2010     | Inti Gas Deportes Ayacucho – Universidad San Martín Lima 1:4 Alex Segundo Magallanes 70 – Ronald Quinteros 33, Alexander Fajardo 58s, Pablo Vitti 75, Pedro García 89      |
| 6 marca 2010     | José Gálvez Chimbote – FBC Melgar 1:1 Mario Zevallos 16 – Edson Aubert 32w                                                                                                 |
| 6 marca 2010     | Juan Aurich Chiclayo – Alianza Atlético Sullana 3:1 Ricardo Ciciliano 9, Herlyn Israel Zúñiga 67, Franco Geovanny Mendoza 73 – Julio César Caicedo 90                      |
| 7 marca 2010     | Cienciano Cuzco – Sport Huancayo 2:1 Mauricio Alejandro Montes 45g, Julio García 51g – Miguel Mostto 61k                                                                   |
| 7 marca 2010     | Club Sporting Cristal – León Huánuco 1:0 Luis Advíncula 65 |
| 21 kwietnia 2010 | Total Chalaco Callao – Universitario Lima 1:3 Antonio Carlos Serrano 47 – Juan Barros 16, Johan Vásquez 90                                                                 |

### Kolejka 5
| Data          | Mecz |
| ------------- | --- |
| 13 marca 2010 | Universidad César Vallejo Trujillo – Cienciano Cuzco 5:0 Marco Antonio Casas 7, Roberto Emanuel Demus 24g, 28, Héctor Hurtado 33, Erick Omar Torres 89k |
| 13 marca 2010 | Sport Boys Callao – Inti Gas Deportes Ayacucho 1:1 Carlos Roberto Elías 77 – Leonardo Mina Polo 58                                                      |
| 13 marca 2010 | Universitario Lima – José Gálvez Chimbote 1:0 Piero Alva 77                                                                                             |
| 14 marca 2010 | Alianza Atlético Sullana – Club Sporting Cristal 0:0 |
| 14 marca 2010 | León Huánuco – Total Chalaco Callao 0:1 Jesús Rey 12 |
| 14 marca 2010 | FBC Melgar – Colegio Nacional Iquitos 1:1 Leandro Rivero 78 – Juan Pablo Vergara 55                                                                     |
| 24 marca 2010 | Universidad San Martín Lima – Juan Aurich Chiclayo 1:0 Pablo Vitti 50                                                                                   |
| 26 maja 2010  | Sport Huancayo – Alianza Lima 2:0 Héctor Ramírez 10, 41g                                                                                                |

### Kolejka 6
| Data          | Mecz |
| ------------- | --- |
| 19 marca 2010 | Colegio Nacional Iquitos – Universitario Lima 0:2 Carlos Alberto Galván 35, Gianfranco Labarthe 72                                                                  |
| 20 marca 2010 | Alianza Lima – Universidad César Vallejo Trujillo 0:2 Roberto Emanuel Demus 14, Mayer Candelo 60                                                                    |
| 20 marca 2010 | Inti Gas Deportes Ayacucho – Sport Huancayo 2:1 Guillermo Tomasevich 3, Juan Antonio Carrillo 60 – Miguel Huertas 75                                                |
| 20 marca 2010 | Juan Aurich Chiclayo – Sport Boys Callao 3:0 Pedro Luís Ascoy 55, Ricardo Ciciliano 65, Reimond Manco 67                                                            |
| 21 marca 2010 | Cienciano Cuzco – FBC Melgar 1:1 Mauricio Alejandro Montes 88 – Emilio Hidalgo 83s                                                                                  |
| 21 marca 2010 | José Gálvez Chimbote – León Huánuco 0:3vo klub José Gálvez nie przystąpił do gry z powodu problemów finansowych – mecz został zweryfikowany na 0:3 dla León Huánuco |
| 21 marca 2010 | Club Sporting Cristal – Universidad San Martín Lima 0:4 Héber Alberto Arriola 28, 90, Germán Alemanno 43, 70,                                                       |
| 21 marca 2010 | Total Chalaco Callao – Alianza Atlético Sullana 0:0 |

### Kolejka 7
| Data            | Mecz |
| --------------- | --- |
| 27 marca 2010   | Universidad César Vallejo Trujillo – Inti Gas Deportes Ayacucho 1:0 Mayer Candelo 23k                                                                           |
| 28 marca 2010   | Alianza Atlético Sullana – José Gálvez Chimbote 0:0 |
| 28 marca 2010   | León Huánuco – Colegio Nacional Iquitos 2:1 Luis Felipe Cardoza 37, Ronaille Calheira 90 – Andy Robert Pando 3                                                  |
| 28 marca 2010   | FBC Melgar – Alianza Lima 4:2 Antonio Meza Cuadra 48, Edson Aubert 56, Tomás Zambrano 62, Norbil Romero 73g – Edgar Daniel González 28, Carlos Javier Solís 84k |
| 28 marca 2010   | Universidad San Martín Lima – Total Chalaco Callao 3:1 Héber Alberto Arriola 11k, Pablo Vitti 51, Roberto Silva 77 – Wilder Galiquio 67                         |
| 28 marca 2010   | Sport Boys Callao – Club Sporting Cristal 1:2 Gerardo Gárate 41 – Óscar Eduardo Villarreal 7g, Miguel Ximénez 89g                                               |
| 28 marca 2010   | Universitario Lima – Cienciano Cuzco 2:0 Víctor Enrique Píriz 41g, Piero Alva 86                                                                                |
| 7 kwietnia 2010 | Sport Huancayo – Juan Aurich Chiclayo 2:1 Blas Ramón López 8, César Andrés Ortíz 62 – Ricardo Ciciliano 83w                                                     |

### Kolejka 8
| Data            | Mecz |
| --------------- | --- |
| 3 kwietnia 2010 | Alianza Lima – Universitario Lima 0:0 |
| 3 kwietnia 2010 | Colegio Nacional Iquitos – Alianza Atlético Sullana 3:0 Juan Pablo Vergara 4, Paul Cominges 40, Carlos Barrena 77                                                   |
| 3 kwietnia 2010 | Inti Gas Deportes Ayacucho – FBC Melgar 0:1 Antonio Meza Cuadra 90                                                                                                  |
| 3 kwietnia 2010 | Juan Aurich Chiclayo – Universidad César Vallejo Trujillo 2:3 Pedro Luís Ascoy 46, Luis Tejada 71 – Juan Carlos Nakaya 49, Marco Antonio Casas 54, Mayer Candelo 87 |
| 4 kwietnia 2010 | Cienciano Cuzco – León Huánuco 2:1 William Zapata Brand 46, 77 – Ronaille Calheira 41                                                                               |
| 4 kwietnia 2010 | José Gálvez Chimbote – Universidad San Martín Lima 1:1 Ángelo Cruzado 26 – Christian Ramos 89                                                                       |
| 4 kwietnia 2010 | Club Sporting Cristal – Sport Huancayo 4:1 Miguel Ximénez 19, 45, 90, Roberto Palacios 87 – Irven Ávila 73                                                          |
| 4 kwietnia 2010 | Total Chalaco Callao – Sport Boys Callao 1:1 David Soria Yoshinari 40 – Gerardo Gárate 71                                                                           |

### Kolejka 9
| Data             | Mecz |
| ---------------- | --- |
| 10 kwietnia 2010 | Inti Gas Deportes Ayacucho – Club Sporting Cristal 2:1 José Mendoza 39g, Jorge Andrés Aguirre 47 – Miguel Ximénez 29                                          |
| 10 kwietnia 2010 | José Gálvez Chimbote – Cienciano Cuzco 1:0 Ángelo Cruzado 56g                                                                                                 |
| 11 kwietnia 2010 | Juan Aurich Chiclayo – Total Chalaco Callao 2:1 Ricardo Ciciliano 61k, Luis Tejada 76 – Isaac Ponte 79                                                        |
| 11 kwietnia 2010 | FBC Melgar – Sport Huancayo 1:1 Carlos Alberto Pérez 82g – César Andrés Ortíz 49g                                                                             |
| 11 kwietnia 2010 | Universidad San Martín Lima – León Huánuco 3:2 Germán Alemanno 36, Pedro García 38, Héber Alberto Arriola 65 – Éver Gustavo Chávez 18, Luis Felipe Cardoza 42 |
| 11 kwietnia 2010 | Sport Boys Callao – Alianza Atlético Sullana 0:0 |
| 11 kwietnia 2010 | Universitario Lima – Universidad César Vallejo Trujillo 2:0 Carlos Alberto Galván 89k, Víctor Enrique Píriz 90k                                               |
| 12 kwietnia 2010 | Colegio Nacional Iquitos – Alianza Lima 0:4 Claudio Matías Velásquez 13g, Paolo Hurtado 29w, 37, Wilmer Aguirre 71                                            |

### Kolejka 10
| Data             | Mecz |
| ---------------- | --- |
| 16 kwietnia 2010 | Alianza Lima – José Gálvez Chimbote 3:2 Jhonnier Montaño 7, Claudio Matías Velásquez 26, Paolo Hurtado 90 – Mario Evaristo Leguizamón 36, 77                            |
| 17 kwietnia 2010 | Universidad César Vallejo Trujillo – Universidad San Martín Lima 2:0 Sidney Faiffer 25, Manuel Ugaz 39                                                                  |
| 17 kwietnia 2010 | Cienciano Cuzco – Juan Aurich Chiclayo 0:0 |
| 17 kwietnia 2010 | Total Chalaco Callao – Inti Gas Deportes Ayacucho 1:0 Antonio Carlos Serrano 66                                                                                         |
| 18 kwietnia 2010 | Alianza Atlético Sullana – FBC Melgar 1:3 Jhonatan Rodríguez 55 – Antonio Meza Cuadra 40, 75, Robert Rogelio Ardiles 82                                                 |
| 18 kwietnia 2010 | León Huánuco – Sport Boys Callao 3:1 Carlos Alberto Zegarra 6, Luis Alberto Perea 9, 68k – Michael Guevara 73k                                                          |
| 18 kwietnia 2010 | Club Sporting Cristal – Colegio Nacional Iquitos 5:2 Miguel Ximénez 40, 61, Óscar Eduardo Villarreal 48, Jeikson Reyes 68, Daniel Sánchez 88 – Andy Robert Pando 4, 14g |
| 2 czerwca 2010   | Sport Huancayo – Universitario Lima 1:0 Luis Daniel Hernández 51 |

### Kolejka 11
| Data             | Mecz |
| ---------------- | --- |
| 24 kwietnia 2010 | Inti Gas Deportes Ayacucho – Cienciano Cuzco 3:1 Leonardo Mina Polo 12k, Aldo Olcese 47, Leonardo Mina Polo 48 – Diego Bustamante 82 |
| 24 kwietnia 2010 | Sport Boys Callao – Universidad César Vallejo Trujillo 2:1 Gerardo Gárate 30, Michael Guevara 58w – Mayer Candelo 43k                |
| 25 kwietnia 2010 | Colegio Nacional Iquitos – Total Chalaco Callao 1:2 Alfredo Sebastián Ramúa 11 – Franco Geovanny Mendoza 14, Isaac Ponte 61          |
| 25 kwietnia 2010 | José Gálvez Chimbote – Club Sporting Cristal 1:1 Luis Collantes 45 – Miguel Ximénez 15g                                              |
| 25 kwietnia 2010 | Juan Aurich Chiclayo – Alianza Lima 1:1 Ricardo Ciciliano 74k – Leandro Roberto Fleitas 65                                           |
| 25 kwietnia 2010 | FBC Melgar – León Huánuco 0:1 Víctor Peña 46                                                                                         |
| 25 kwietnia 2010 | Universidad San Martín Lima – Sport Huancayo 2:1 Pablo Vitti 18, Héber Alberto Arriola 34 – Johan Sotil 52                           |
| 25 kwietnia 2010 | Universitario Lima – Alianza Atlético Sullana 2:1 Mario Soto 23, Raúl Ruidíaz 75 – Israel Kahn 51                                    |

### Kolejka 12
| Data         | Mecz |
| ------------ | --- |
| 1 maja 2010  | José Gálvez Chimbote – Total Chalaco Callao 0:0                                                                                         |
| 1 maja 2010  | Universidad San Martín Lima – Alianza Atlético Sullana 4:0 Héber Alberto Arriola 41, 72, 75k, Germán Alemanno 78                        |
| 2 maja 2010  | Colegio Nacional Iquitos – Cienciano Cuzco 1:0 Sergio Óscar Almirón 18                                                                  |
| 2 maja 2010  | Juan Aurich Chiclayo – Club Sporting Cristal 2:2 Ricardo Ciciliano 27k, Herlyn Israel Zúñiga 72g – Miguel Ximénez 34, Carlos Lobatón 90 |
| 2 maja 2010  | FBC Melgar – Universidad César Vallejo Trujillo 2:2 Carlos Alberto Pérez 67g, Edson Aubert 70k – Sidney Faiffer 23k, Saulo Aponte 48    |
| 2 maja 2010  | Sport Huancayo – Sport Boys Callao 3:0 Sixto Santa Cruz 8, 40, Carlos Antonio Flores 59g                                                |
| 2 maja 2010  | Alianza Lima – Inti Gas Deportes Ayacucho 1:0 Claudio Matías Velásquez 74                                                               |
| 19 maja 2010 | León Huánuco – Universitario Lima 1:0 Gianfranco Espinoza 67                                                                            |

### Kolejka 13
| Data         | Mecz |
| ------------ | --- |
| 8 maja 2010  | Universitario Lima – FBC Melgar 3:1 Piero Alva 71, 77, Gianfranco Labarthe 90 – Antonio Meza Cuadra 74                                                     |
| 8 maja 2010  | Inti Gas Deportes Ayacucho – Juan Aurich Chiclayo 3:0 Leonardo Mina Polo 31, Aldo Olcese 55, Guillermo Tomasevich 81                                       |
| 8 maja 2010  | José Gálvez Chimbote – Colegio Nacional Iquitos 0:0 |
| 8 maja 2010  | Sport Boys Callao – Universidad San Martín Lima 0:1 Héber Alberto Arriola 48                                                                               |
| 8 maja 2010  | Club Sporting Cristal – Total Chalaco Callao 1:0 Miguel Ximénez 7                                                                                          |
| 9 maja 2010  | Alianza Atlético Sullana – León Huánuco 0:1 Luis Felipe Cardoza 35                                                                                         |
| 9 maja 2010  | Universidad César Vallejo Trujillo – Sport Huancayo 3:3 Héctor Hurtado 21, Roberto Emanuel Demus 64k, Saulo Aponte 67 – Irven Ávila 7, Johan Sotil 11, 79w |
| 10 maja 2010 | Cienciano Cuzco – Alianza Lima 2:1 Mauricio Alejandro Montes 7, Hilden Salas 35 – Claudio Matías Velásquez 48                                              |

### Kolejka 14
| Data         | Mecz |
| ------------ | --- |
| 15 maja 2010 | Inti Gas Deportes Ayacucho – Colegio Nacional Iquitos 2:0 José Mendoza 36, Marco Ruíz Torres 45                                                                          |
| 15 maja 2010 | Sport Boys Callao – FBC Melgar 2:0 Juan Arce 25, Miguel Ángel Curiel 51                                                                                                  |
| 15 maja 2010 | León Huánuco – Universidad César Vallejo Trujillo 0:0 |
| 16 maja 2010 | Alianza Atlético Sullana – Sport Huancayo 2:1 José María Córdova 35, Rubén Valladares 66 – Carlos Alvarenga 30g                                                          |
| 16 maja 2010 | Cienciano Cuzco – Total Chalaco Callao 5:2 Julio García 34, 58, Hilden Salas 56, Mauricio Alejandro Montes 71, William Zapata Brand 49 – Franco Geovanny Mendoza 35, 64k |
| 16 maja 2010 | Juan Aurich Chiclayo – José Gálvez Chimbote 3:0 José Luís Guevara 14w, Luis Tejada 69, Pedro Luís Ascoy 90                                                               |
| 16 maja 2010 | Universidad San Martín Lima – Universitario Lima 1:1 Roberto Silva 71 – Piero Alva 90                                                                                    |
| 17 maja 2010 | Alianza Lima – Club Sporting Cristal 1:1 Wilmer Aguirre 8 – Damián Ísmodes 67                                                                                            |

### Kolejka 15
| Data         | Mecz |
| ------------ | --- |
| 22 maja 2010 | Universidad César Vallejo Trujillo – Alianza Atlético Sullana 2:0 Saulo Aponte 13, Roberto Emanuel Demus 45k                                         |
| 22 maja 2010 | Colegio Nacional Iquitos – Juan Aurich Chiclayo 0:1 Herlyn Israel Zúñiga 21g                                                                         |
| 22 maja 2010 | Club Sporting Cristal – Cienciano Cuzco 0:1 Hilden Salas 27                                                                                          |
| 23 maja 2010 | José Gálvez Chimbote – Inti Gas Deportes Ayacucho 1:0 Juan Quiñónez 33                                                                               |
| 23 maja 2010 | FBC Melgar – Universidad San Martín Lima 1:4 Antonio Meza Cuadra 80 – Christian Alberto Cueva 23, Héber Alberto Arriola 33g, 58g, Josepmir Ballón 78 |
| 23 maja 2010 | Sport Huancayo – León Huánuco 3:2 Carlos Alvarenga 15, Johan Sotil 38k, Sixto Santa Cruz 67g – Carlos Alberto Zegarra 34g, Luis Felipe Cardoza 87    |
| 23 maja 2010 | Total Chalaco Callao – Alianza Lima 0:1 José Carlos Fernández 83                                                                                     |
| 23 maja 2010 | Universitario Lima – Sport Boys Callao 3:0 Piero Alva 2, 16, 59                                                                                      |

### Kolejka 16
| Data         | Mecz |
| ------------ | --- |
| 29 maja 2010 | Colegio Nacional Iquitos – Universidad San Martín Lima 2:2 Sergio Óscar Almirón 47g, 63 – Héber Alberto Arriola 18k, Christian Alberto Cueva 42          |
| 29 maja 2010 | Inti Gas Deportes Ayacucho – Universitario Lima 2:1 Leonardo Mina Polo 14, 61k – Víctor Enrique Píriz 80                                                 |
| 29 maja 2010 | José Gálvez Chimbote – Sport Boys Callao 2:1 Nicolás Celis 16, Ángelo Cruzado 36 – Paulo Albarracín 38                                                   |
| 30 maja 2010 | Alianza Lima – León Huánuco 4:3 Jhonnier Montaño 45k, José Carlos Fernández 45, 65g, Giancarlo Tragodara 55 – Víctor Peña 32, Luis Alberto Perea 35, 62k |
| 30 maja 2010 | Juan Aurich Chiclayo – FBC Melgar 1:0 Ricardo Ciciliano 90                                                                                               |
| 30 maja 2010 | Cienciano Cuzco – Alianza Atlético Sullana 0:0 |
| 30 maja 2010 | Club Sporting Cristal – Universidad César Vallejo Trujillo 0:1 Mayer Candelo 1k                                                                          |
| 30 maja 2010 | Total Chalaco Callao – Sport Huancayo 3:2 Franco Geovanny Mendoza 4, 28, 82 – Héctor Ramírez 88, Irven Ávila 90k                                         |

### Kolejka 17
| Data           | Mecz |
| -------------- | --- |
| 5 czerwca 2010 | León Huánuco – Inti Gas Deportes Ayacucho 3:0 Luis Felipe Cardoza 2g, Luis Alberto Perea 36, 51                                                                             |
| 5 czerwca 2010 | Sport Boys Callao – Colegio Nacional Iquitos 2:4 Carlos Roberto Elías 61k, Miguel Ángel Curiel 78 – Carlos Barrena 45, Sergio Óscar Almirón 48, 73g, Juan Pablo Vergara 50k |
| 5 czerwca 2010 | Universidad San Martín Lima – Cienciano Cuzco 3:0 Pablo Vitti 4, Roberto Silva 85, Germán Alemanno 90                                                                       |
| 5 czerwca 2010 | Universidad César Vallejo Trujillo – Total Chalaco Callao 1:2 Roberto Emanuel Demus, Franco Geovanny Mendoza – Lin Henry                                                    |
| 5 czerwca 2010 | Alianza Atlético Sullana – Alianza Lima 1:1 Edgar Daniel González 53s – Walter Ricardo Vílchez 46                                                                           |
| 5 czerwca 2010 | Universitario Lima – Juan Aurich Chiclayo 1:0 Rodolfo Espinoza 82w |
| 6 czerwca 2010 | FBC Melgar – Club Sporting Cristal 1:1 Enio Novoa 61w – Miguel Ximénez 80k                                                                                                  |
| 6 czerwca 2010 | Sport Huancayo – José Gálvez Chimbote 1:0 Carlos Alvarenga 28 |

### Kolejka 18
| Data            | Mecz |
| --------------- | --- |
| 9 czerwca 2010  | Cienciano Cuzco – Sport Boys Callao 2:0 Ricardo Ronceros 74, Renzo Benavides 88                                                                     |
| 9 czerwca 2010  | Inti Gas Deportes Ayacucho – Alianza Atlético Sullana 4:1 Marlon Negrete 62, 89, Leonardo Mina Polo 72, 82 – Johnny Martín Vegas 76                 |
| 9 czerwca 2010  | Colegio Nacional Iquitos – Sport Huancayo 1:1 Juan Pablo Vergara 11 – Irven Ávila 38                                                                |
| 9 czerwca 2010  | José Gálvez Chimbote – Universidad César Vallejo Trujillo 0:2 Héctor Hurtado 35, Roberto Emanuel Demus 47                                           |
| 9 czerwca 2010  | Alianza Lima – Universidad San Martín Lima 2:1 José Carlos Fernández 26, Alexander Gustavo Sánchez 36 – Ronald Quinteros 90                         |
| 9 czerwca 2010  | Juan Aurich Chiclayo – León Huánuco 3:2 Luis Guadalupe 32s, Miguel Cevasco 52g, Ricardo Ciciliano 56 – Gustavo Ariel Rodas 26, Ronaille Calheira 84 |
| 10 czerwca 2010 | Total Chalaco Callao – FBC Melgar 1:2 Franco Geovanny Mendoza 42 – Renzo Renato Valdez 50, Tomás Zambrano 69                                        |
| 16 czerwca 2010 | Club Sporting Cristal – Universitario Lima 1:2 Daniel Sánchez 90 – Raúl Ruidíaz 17, John Tylor Galliquio 21                                         |

### Kolejka 19
| Data            | Mecz |
| --------------- | --- |
| 13 czerwca 2010 | Alianza Atlético Sullana – Juan Aurich Chiclayo 2:2 Julio César Caicedo 9, Jhonatan Rodríguez 60 – Luis Tejada 76, 82                             |
| 13 czerwca 2010 | Universidad César Vallejo Trujillo – Colegio Nacional Iquitos 2:0 Roberto Emanuel Demus 73, 78                                                    |
| 13 czerwca 2010 | León Huánuco – Club Sporting Cristal 6:0 Ronaille Calheira 12, 18, Luis Alberto Perea 70k, 73, Carlos Alberto Zegarra 76g, Luis Felipe Cardoza 86 |
| 13 czerwca 2010 | FBC Melgar – José Gálvez Chimbote 2:0 Renzo Renato Valdez 73, Walter Zevallos 90                                                                  |
| 13 czerwca 2010 | Universidad San Martín Lima – Inti Gas Deportes Ayacucho 2:1                                                                                      |
| 13 czerwca 2010 | Sport Boys Callao – Alianza Lima 2:1 Pablo Vitti 63, Christian Alberto Cueva 67 – Marlon Negrete 77                                               |
| 13 czerwca 2010 | Sport Huancayo – Cienciano Cuzco 1:1 Irven Ávila – Mauricio Alejandro Montes                                                                      |
| 13 czerwca 2010 | Universitario Lima – Total Chalaco Callao 0:0 |

### Kolejka 20
| Data            | Mecz |
| --------------- | --- |
| 19 czerwca 2010 | Alianza Lima – Sport Huancayo 4:0 Roberto Ovelar 19g, 49, Joel Melchor Sánchez 79, Donny Neyra 90                                                                           |
| 19 czerwca 2010 | Inti Gas Deportes Ayacucho – Sport Boys Callao 2:1 Leonardo Mina Polo 56, Marlon Negrete 65 – Alexander Callens 40                                                          |
| 19 czerwca 2010 | José Gálvez Chimbote – Universitario Lima 0:3 Víctor Enrique Píriz 5, Rainer Torres 41, Raúl Ruidíaz 53                                                                     |
| 19 czerwca 2010 | Juan Aurich Chiclayo – Universidad San Martín Lima 1:1 Reimond Manco 74g – Héber Alberto Arriola 4                                                                          |
| 19 czerwca 2010 | Total Chalaco Callao – León Huánuco 1:0 Lin Henry 36 |
| 20 czerwca 2010 | Cienciano Cuzco – Universidad César Vallejo Trujillo 2:0 Mauricio Alejandro Montes 56, 74                                                                                   |
| 20 czerwca 2010 | Colegio Nacional Iquitos – FBC Melgar 5:1 Marcelo Zamora 5g, Sergio Óscar Almirón 5, Hugo Castillo 43g, Juan Pablo Vergara 85k, Ricardo Uribe 90w – Antonio Meza Cuadra 82g |
| 20 czerwca 2010 | Club Sporting Cristal – Alianza Atlético Sullana 2:1 Miguel Ximénez 37g, Damián Ísmodes 54 – Julio César Caicedo 11                                                         |

### Kolejka 21
| Data            | Mecz |
| --------------- | --- |
| 26 czerwca 2010 | Sport Boys Callao – Juan Aurich Chiclayo 1:0 Clifford Seminario 39                                                             |
| 26 czerwca 2010 | Universitario Lima – Colegio Nacional Iquitos 1:2 Luís Alberto Ramírez 81 – Alfredo Sebastián Ramúa 32, Juan Pablo Vergara 56k |
| 27 czerwca 2010 | Alianza Atlético Sullana – Total Chalaco Callao 3:0 Luis Alberto Asprilla 11k, Israel Kahn 35, Jhonatan Rodríguez 63           |
| 27 czerwca 2010 | Universidad César Vallejo Trujillo – Alianza Lima 1:1 Mayer Candelo 34k – José Carlos Fernández 18g                            |
| 27 czerwca 2010 | León Huánuco – José Gálvez Chimbote 1:1 Luis Alberto Perea 51 – José Mesarina 55                                               |
| 27 czerwca 2010 | Universidad San Martín Lima – Club Sporting Cristal 2:1 Germán Alemanno 22, Pablo Vitti 65 – Víctor Yoshimar Yotún 24          |
| 27 czerwca 2010 | Sport Huancayo – Inti Gas Deportes Ayacucho 3:0 Miguel Huertas 22, Luis Daniel Hernández 61, Héctor Ramírez 71                 |
| 28 czerwca 2010 | FBC Melgar – Cienciano Cuzco 3:0 Leandro Rivero 27, Karlo Calcina 58, Tomás Zambrano 78                                        |

### Kolejka 22
| Data         | Mecz |
| ------------ | --- |
| 3 lipca 2010 | Colegio Nacional Iquitos – León Huánuco 1:1 Christian Pabón 69 – Luis Alberto Perea 34                                                    |
| 3 lipca 2010 | Inti Gas Deportes Ayacucho – Universidad César Vallejo Trujillo 1:2 Leonardo Mina Polo 79 – Christian Carranza 45, Francisco Hernández 84 |
| 3 lipca 2010 | Total Chalaco Callao – Universidad San Martín Lima 2:2 Jesús Rey 8, 87 – Germán Alemanno 56, Pablo Vitti 59                               |
| 4 lipca 2010 | José Gálvez Chimbote – Alianza Atlético Sullana 0:0                                                                                       |
| 4 lipca 2010 | Juan Aurich Chiclayo – Sport Huancayo 2:0 Pedro Luís Ascoy 73, Herlyn Israel Zúñiga 85                                                    |
| 4 lipca 2010 | Cienciano Cuzco – Universitario Lima 1:1 Mauricio Alejandro Montes 90g – Gianfranco Labarthe 33                                           |
| 4 lipca 2010 | Club Sporting Cristal – Sport Boys Callao 1:1 Miguel Ximénez 61k – Víctor Alfonso Rossel 12                                               |
| 4 lipca 2010 | Alianza Lima – FBC Melgar 2:1 Henry Quinteros 29k, José Carlos Fernández 78g – Renzo Renato Valdez 89                                     |

### Kolejka 23
| Data          | Mecz |
| ------------- | --- |
| 10 lipca 2010 | Alianza Atlético Sullana – Colegio Nacional Iquitos 0:1 Sergio Óscar Almirón 11                                                          |
| 10 lipca 2010 | León Huánuco – Cienciano Cuzco 1:0 Jean Ferrari 11k                                                                                      |
| 10 lipca 2010 | FBC Melgar – Inti Gas Deportes Ayacucho 2:1 Raúl Vera 27, Antonio Meza Cuadra 70 – Leonardo Mina Polo 41                                 |
| 10 lipca 2010 | Sport Huancayo – Club Sporting Cristal 0:1 Damián Ísmodes 90+3                                                                           |
| 10 lipca 2010 | Universitario Lima – Alianza Lima 0:1 Paolo Hurtado 47                                                                                   |
| 11 lipca 2010 | Universidad César Vallejo Trujillo – Juan Aurich Chiclayo 1:1 Mayer Candelo 8w – Herlyn Israel Zúñiga 90g                                |
| 11 lipca 2010 | Universidad San Martín Lima – José Gálvez Chimbote 4:0 Germán Alemanno 45, Pablo Vitti 59, Roberto Silva 77, Christian Alberto Cueva 88g |
| 11 lipca 2010 | Sport Boys Callao – Total Chalaco Callao 3:2 Michael Guevara 29g, Víctor Alfonso Rossel 35, 43 – Franco Geovanny Mendoza 23, 63          |

### Kolejka 24
| Data          | Mecz |
| ------------- | --- |
| 17 lipca 2010 | León Huánuco – Universidad San Martín Lima 4:2 Luis Alberto Perea 23k, Ronaille Calheira 54, 57g, Éver Gustavo Chávez 76 – Germán Alemanno 16, Ronald Quinteros 83         |
| 17 lipca 2010 | Club Sporting Cristal – Inti Gas Deportes Ayacucho 4:1 Miguel Ximénez 32, Víctor Yoshimar Yotún 45, Miguel Ximénez 52, Marcio André Valverde 89 – Víctor Yoshimar Yotún 5s |
| 17 lipca 2010 | Alianza Lima – Colegio Nacional Iquitos 4:1 José Carlos Fernández 19, Paolo Hurtado 31, Marcelo Zamora 74s, Joel Melchor Sánchez 90 – Sergio Óscar Almirón 53              |
| 18 lipca 2010 | Alianza Atlético Sullana – Sport Boys Callao 4:0 Julio César Caicedo 32, 49g, Jhonatan Rodríguez 54, Johnny Martín Vegas 61k                                               |
| 18 lipca 2010 | Sport Huancayo – FBC Melgar 3:0 Irven Ávila 34g, Johan Sotil 58, Javier Salazar 66g                                                                                        |
| 18 lipca 2010 | Total Chalaco Callao – Juan Aurich Chiclayo 1:2 Gianfranco Espejo 23s – Luis Tejada 15, 80k                                                                                |
| 18 lipca 2010 | Universidad César Vallejo Trujillo – Universitario Lima 0:1 Jesús Rabanal 70g                                                                                              |
| 18 lipca 2010 | Cienciano Cuzco – José Gálvez Chimbote 0:3vo klub Cienciano nie przystąpił do meczu z powodu kłopotów finansowych – mecz zweryfikowano na walkower 0:3 dla José Gálvez     |

### Kolejka 25
| Data          | Mecz |
| ------------- | --- |
| 24 lipca 2010 | Colegio Nacional Iquitos – Club Sporting Cristal 1:0 Christian Pabón 66 |
| 24 lipca 2010 | Inti Gas Deportes Ayacucho – Total Chalaco Callao 2:0 Aldo Olcese 3, Leonardo Mina Polo 45k                                                                                          |
| 24 lipca 2010 | José Gálvez Chimbote – Alianza Lima 0:1 Leandro Roberto Fleitas 23g |
| 24 lipca 2010 | Sport Boys Callao – León Huánuco 0:0 |
| 25 lipca 2010 | Juan Aurich Chiclayo – Cienciano Cuzco 5:2 Gary Jeamsen Correa 15, Luis Tejada 36, 69, Pedro Luís Ascoy 39, Ricardo Ciciliano 90 – Ricardo Ronceros 41, Mauricio Alejandro Montes 90 |
| 25 lipca 2010 | FBC Melgar – Alianza Atlético Sullana 1:0 Antonio Meza Cuadra 64 |
| 25 lipca 2010 | Universidad San Martín Lima – Universidad César Vallejo Trujillo 1:0 Ronald Quinteros 30                                                                                             |
| 25 lipca 2010 | Universitario Lima – Sport Huancayo 3:0 Piero Alva 6, 39, Gianfranco Labarthe 53 |

### Kolejka 26
| Data            | Mecz |
| --------------- | --- |
| 31 lipca 2010   | Alianza Atlético Sullana – Universitario Lima 1:0 Roberto Jiménez 43                                                            |
| 31 lipca 2010   | Universidad César Vallejo Trujillo – Sport Boys Callao 2:1 Francisco Hernández 26, Saulo Aponte 86 – Víctor Alfonso Rossel 47   |
| 31 lipca 2010   | León Huánuco – FBC Melgar 3:1 Carlos Alberto Zegarra 64, Ronaille Calheira 69, José Dionisio 87 – Juan Iriarte 57k              |
| 31 lipca 2010   | Club Sporting Cristal – José Gálvez Chimbote 1:2 Daniel Alberto Néculman 84, Mario Evaristo Leguizamón 67 – Bréiner Bonilla 29s |
| 1 sierpnia 2010 | Alianza Lima – Juan Aurich Chiclayo 1:0 Donny Neyra 70                                                                          |
| 1 sierpnia 2010 | Cienciano Cuzco – Inti Gas Deportes Ayacucho 2:0 Sergio Ibarra 74, Cristian Antonio García 90k                                  |
| 1 sierpnia 2010 | Sport Huancayo – Universidad San Martín Lima 1:2 Miguel Mostto 33, Ronald Quinteros 83 – Pedro García 35                        |
| 1 sierpnia 2010 | Total Chalaco Callao – Colegio Nacional Iquitos 0:1 Sergio Óscar Almirón 50k                                                    |

### Kolejka 27
| Data            | Mecz |
| --------------- | --- |
| 6 sierpnia 2010 | Universidad César Vallejo Trujillo – FBC Melgar 1:0 Lee Antonio Andonayre 21                                                       |
| 7 sierpnia 2010 | Alianza Atlético Sullana – Universidad San Martín Lima 0:3 Pedro García 30k, Héber Alberto Arriola 38k, Christian Alberto Cueva 75 |
| 7 sierpnia 2010 | Inti Gas Deportes Ayacucho – Alianza Lima 2:1 Nick Montalva 81g, Juan Antonio Carrillo 90 – Joel Melchor Sánchez 72                |
| 7 sierpnia 2010 | José Gálvez Chimbote – Total Chalaco Callao 1:1 José Mesarina 83w – Jesús Rey 46                                                   |
| 8 sierpnia 2010 | Cienciano Cuzco – Colegio Nacional Iquitos 4:0 Julio García 7k, Sergio Ibarra 29g, 40k, Hilden Salas 60                            |
| 8 sierpnia 2010 | Sport Boys Callao – Sport Huancayo 2:0 Carlos Roberto Elías 14, 45k                                                                |
| 8 sierpnia 2010 | Club Sporting Cristal – Juan Aurich Chiclayo 1:1 Luis Advíncula 64 – Pedro Luís Ascoy 58                                           |
| 8 sierpnia 2010 | Universitario Lima – León Huánuco 1:1 Gianfranco Labarthe 7 – Luis Alberto Perea 84k                                               |

### Kolejka 28
| Data             | Mecz |
| ---------------- | --- |
| 13 sierpnia 2010 | FBC Melgar – Universitario Lima 0:4 Luís Alberto Ramírez 43, Raúl Ruidíaz 50, Gianfranco Labarthe 53, Johan Vásquez 75  |
| 14 sierpnia 2010 | Alianza Lima – Cienciano Cuzco 2:1 Paolo de la Haza 64, Giancarlo Tragodara 77 – Heiner Chavez 70                       |
| 14 sierpnia 2010 | León Huánuco – Alianza Atlético Sullana 3:1 Éver Gustavo Chávez 21, 88, Ronaille Calheira 43 – Luis Alberto Asprilla 40 |
| 14 sierpnia 2010 | Colegio Nacional Iquitos – José Gálvez Chimbote 1:1 Julio Romaña 38s – Mario Evaristo Leguizamón 29                     |
| 15 sierpnia 2010 | Juan Aurich Chiclayo – Inti Gas Deportes Ayacucho 1:0 Luis Tejada 48                                                    |
| 15 sierpnia 2010 | Universidad San Martín Lima – Sport Boys Callao 2:1 Walter Ariel Fretes 62, Roberto Silva 87 – Michael Guevara 90       |
| 15 sierpnia 2010 | Sport Huancayo – Universidad César Vallejo Trujillo 1:0 Irven Ávila 65                                                  |
| 15 sierpnia 2010 | Total Chalaco Callao – Club Sporting Cristal 1:0 Franco Geovanny Mendoza 90                                             |

### Kolejka 29
| Data             | Mecz |
| ---------------- | --- |
| 21 sierpnia 2010 | Universidad César Vallejo Trujillo – León Huánuco 1:2 Héctor Hurtado 89, Gustavo Ariel Rodas 75 – Gustavo Ariel Rodas 40                                 |
| 21 sierpnia 2010 | Colegio Nacional Iquitos – Inti Gas Deportes Ayacucho 3:0 Alfredo Sebastián Ramúa 5, Sergio Óscar Almirón 10, 61                                         |
| 21 sierpnia 2010 | José Gálvez Chimbote – Juan Aurich Chiclayo 0:1 Herlyn Israel Zúñiga 78                                                                                  |
| 21 sierpnia 2010 | FBC Melgar – Sport Boys Callao 3:3 Carlos Alberto Pérez 25, 37, Marlon García 43 – Carlos Roberto Elías 1, Paulo Albarracín 88, Carlos Roberto Elías 90k |
| 21 sierpnia 2010 | Sport Huancayo – Alianza Atlético Sullana 2:1 Miguel Mostto 38, 54 – Julio César Caicedo 44                                                              |
| 21 sierpnia 2010 | Club Sporting Cristal – Alianza Lima 1:0 Anderson Cueto 84                                                                                               |
| 21 sierpnia 2010 | Total Chalaco Callao – Cienciano Cuzco 3:0 Carlos Enrique Ísmodes 31w, Juan Fernando Grabowski 35, David Soria Yoshinari 50w                             |
| 21 sierpnia 2010 | Universitario Lima – Universidad San Martín Lima 1:0 Gianfranco Labarthe 27                                                                              |

### Kolejka 30
| Data             | Mecz |
| ---------------- | --- |
| 29 sierpnia 2010 | Alianza Atlético Sullana – Universidad César Vallejo Trujillo 1:2 Roberto Jiménez 28, Héctor Hurtado 69 – Ricardo Caldas 65                                           |
| 29 sierpnia 2010 | Alianza Lima – Total Chalaco Callao 3:1 Cristofer Soto 2, Henry Quinteros 4, Cristofer Soto 32 – Juan Fernando Grabowski 18                                           |
| 29 sierpnia 2010 | Cienciano Cuzco – Club Sporting Cristal 3:3 Julio García 37, Sergio Ibarra 55, Bréiner Bonilla 70s – Carlos Lobatón 18, Daniel Alberto Néculman 33, Miguel Ximénez 80 |
| 29 sierpnia 2010 | Inti Gas Deportes Ayacucho – José Gálvez Chimbote 2:0 Aldo Olcese 38, Leonardo Mina Polo 78                                                                           |
| 29 sierpnia 2010 | Juan Aurich Chiclayo – Colegio Nacional Iquitos 1:1 Luis Tejada 4k – Manuel Alejandro Contreras 45w                                                                   |
| 29 sierpnia 2010 | León Huánuco – Sport Huancayo 5:2 Luis Alberto Perea 16, 53, 67, Éver Gustavo Chávez 56, Gustavo Ariel Rodas 58 – Johan Sotil 66, Miguel Mostto 83                    |
| 29 sierpnia 2010 | Universidad San Martín Lima – FBC Melgar 0:1 Enio Novoa 42 |
| 29 sierpnia 2010 | Sport Boys Callao – Universitario Lima 1:2 Michael Guevara 23 – Luís Alberto Ramírez 7, 75                                                                            |

### Tabela końcowa Primera etapa
| Poz | Klub                               | Mecze | Zw | Rem | Por | Pkt | BrZd | BrStr |
| --- | ---------------------------------- | ----- | -- | --- | --- | --- | ---- | ----- |
| 1   | Universidad San Martín Lima        | 30    | 19 | 5   | 6   | 62  | 61   | 30    |
| 2   | León Huánuco                       | 30    | 17 | 5   | 8   | 56  | 55   | 31    |
| 3   | Alianza Lima                       | 30    | 17 | 5   | 8   | 56  | 50   | 31    |
| 4   | Universidad César Vallejo Trujillo | 30    | 16 | 5   | 9   | 53  | 48   | 30    |
| 5   | Universitario Lima                 | 30    | 16 | 5   | 9   | 51  | 43   | 22    |
| 6   | Juan Aurich Chiclayo               | 30    | 13 | 9   | 8   | 48  | 42   | 31    |
| 7   | Club Sporting Cristal              | 30    | 12 | 8   | 10  | 44  | 43   | 42    |
| 8   | Sport Huancayo                     | 30    | 11 | 5   | 14  | 38  | 44   | 48    |
| 9   | Inti Gas Deportes Ayacucho         | 30    | 12 | 2   | 16  | 38  | 36   | 43    |
| 10  | FBC Melgar                         | 30    | 9  | 9   | 12  | 36  | 38   | 49    |
| 11  | Colegio Nacional Iquitos           | 30    | 10 | 7   | 13  | 33* | 39   | 51    |
| 12  | Cienciano Cuzco                    | 30    | 9  | 6   | 15  | 31* | 35   | 50    |
| 13  | Total Chalaco Callao               | 30    | 8  | 8   | 14  | 30* | 31   | 43    |
| 14  | Sport Boys Callao                  | 30    | 8  | 6   | 16  | 30  | 34   | 55    |
| 15  | José Gálvez Chimbote               | 30    | 6  | 10  | 14  | 28  | 19   | 39    |
| 16  | Alianza Atlético Sullana           | 30    | 5  | 9   | 16  | 24  | 24   | 47    |

- z powodów finansowych klubom Cienciano Cuzco i Total Chalaco Callao odjęto 2 punkty, a klubowi Colegio Nacional Iquitos odjęto 4 punkty

## Segunda etapa
W drugim etapie liga podzielona została na dwie grupy – grupa A składała się z klubów, które zajęły nieparzyste miejsca w pierwszym etapie, a grupa B składała się z klubów, które zajęły parzyste miejsca w pierwszym etapie. Zwycięzcy obu grup uzyskali prawo walki o mistrzostwo Peru, a kluby, które zajęły w grupach ostatnie miejsce spadły do II ligi.

### Kolejka 31
| Data             | Mecz |
| ---------------- | --- |
| 11 września 2010 | Juan Aurich Chiclayo – Sport Boys Callao 4:1 Ricardo Ciciliano 24, Herlyn Israel Zúñiga 70g, 79, Luis Tejada 90g – Michael Guevara 52               |
| 11 września 2010 | Alianza Atlético Sullana – Universidad César Vallejo Trujillo 1:4 Jerson Talaviña 31 – Héctor Hurtado 7, 75, Christian Zúñiga 54, Sidney Faiffer 85 |
| 11 września 2010 | Sport Huancayo – León Huánuco 0:0 |
| 11 września 2010 | Universitario Lima – Total Chalaco Callao 1:0 Luís Alberto Ramírez 47                                                                               |
| 12 września 2010 | Cienciano Cuzco – FBC Melgar 0:1 Larry Yáñez 37 |
| 12 września 2010 | José Gálvez Chimbote – Alianza Lima 1:1 Juan Cominges 90k – Leandro Roberto Fleitas 72g                                                             |
| 12 września 2010 | Colegio Nacional Iquitos – Inti Gas Deportes Ayacucho 2:0 Sergio Óscar Almirón 64, 68k                                                              |
| 12 września 2010 | Club Sporting Cristal – Universidad San Martín Lima 0:1 Héber Alberto Arriola 3                                                                     |

### Kolejka 32
| Data             | Mecz |
| ---------------- | --- |
| 18 września 2010 | Alianza Lima – Colegio Nacional Iquitos 1:1 Paolo Hurtado 17 – Sergio Óscar Almirón 47g                                                                               |
| 18 września 2010 | Inti Gas Deportes Ayacucho – Universitario Lima 1:0 Marco Ruíz Torres 75                                                                                              |
| 18 września 2010 | León Huánuco – Juan Aurich Chiclayo 1:1 Luis Alberto Perea 45k – Herlyn Israel Zúñiga 14                                                                              |
| 19 września 2010 | Universidad San Martín Lima – José Gálvez Chimbote 3:0 Héber Alberto Arriola 14, 37, 78                                                                               |
| 19 września 2010 | Total Chalaco Callao – Club Sporting Cristal 0:1 Luis Advíncula 79 |
| 19 września 2010 | FBC Melgar – Alianza Atlético Sullana 3:3 Franco Ariel Sosa 5, Antonio Meza Cuadra 18, Karlo Calcina 81 – Israel Kahn 45, Nelinho Minzun Quina 54, Jerson Talaviña 72 |
| 19 września 2010 | Sport Boys Callao – Cienciano Cuzco 2:0 Joao Miguel Pereira 13, 30g                                                                                                   |
| 19 września 2010 | Universidad César Vallejo Trujillo – Sport Huancayo 2:1 Jorge Luis Cazulo 64, Héctor Hurtado 80 – Miguel Mostto 4                                                     |

### Kolejka 33
| Data             | Mecz |
| ---------------- | --- |
| 25 września 2010 | Universitario Lima – Alianza Lima 0:0 |
| 25 września 2010 | José Gálvez Chimbote – Total Chalaco Callao 1:0 Mario Evaristo Leguizamón 69k                                                                                        |
| 25 września 2010 | Alianza Atlético Sullana – Sport Boys Callao 2:0 Nelinho Minzun Quina 44, Roberto Jiménez 90                                                                         |
| 25 września 2010 | Juan Aurich Chiclayo – Universidad César Vallejo Trujillo 3:0 Ricardo Ciciliano 27, Luis Tejada 29, Herlyn Israel Zúñiga 81                                          |
| 26 września 2010 | Colegio Nacional Iquitos – Universidad San Martín Lima 0:1 Pablo Vitti 87                                                                                            |
| 26 września 2010 | Club Sporting Cristal – Inti Gas Deportes Ayacucho 4:2 Luis Advíncula 3, Andy Robert Pando 37, 90, Bréiner Bonilla 59 – Alex Segundo Magallanes 23, Mario Velarde 43 |
| 26 września 2010 | Cienciano Cuzco – León Huánuco 1:2 Heiner Chavez 14 – Víctor Peña 12, Gustavo Ariel Rodas 29                                                                         |
| 26 września 2010 | Sport Huancayo – FBC Melgar 3:0 Johan Sotil 12, Irven Ávila 19g, 76g                                                                                                 |

### Kolejka 34
| Data             | Mecz |
| ---------------- | --- |
| 29 września 2010 | José Gálvez Chimbote – Inti Gas Deportes Ayacucho 3:2 Manuel Francisco Barreto 36, 81, Juan Cominges 48 – Marlon Negrete 69, José Mendoza 77g |
| 29 września 2010 | Colegio Nacional Iquitos – Total Chalaco Callao 2:1 Osnar Noronha 22, Alfredo Sebastián Ramúa 45 – Franco Geovanny Mendoza 9                  |
| 29 września 2010 | Alianza Lima – Club Sporting Cristal 3:1 Alexander Gustavo Sánchez 33, Luis Trujillo 50, Roberto Ovelar 71 – Andy Robert Pando 8              |
| 29 września 2010 | Universidad César Vallejo Trujillo – Cienciano Cuzco 1:1 Héctor Hurtado 23k – Franco Navarro Mandayo 72g                                      |
| 29 września 2010 | Sport Huancayo – Sport Boys Callao 0:1 Jonathan Jáuregui 69                                                                                   |
| 30 września 2010 | Universidad San Martín Lima – Universitario Lima 1:0 Héber Alberto Arriola 62                                                                 |
| 30 września 2010 | Alianza Atlético Sullana – León Huánuco 2:1 Julio César Caicedo 43, Roberto Jiménez 57g – Luis Alberto Perea 52k                              |
| 30 września 2010 | FBC Melgar – Juan Aurich Chiclayo 0:2 Pedro Luís Ascoy 21g, Mauricio Alejandro Montes 82                                                      |

### Kolejka 35
| Data                 | Mecz |
| -------------------- | --- |
| 16 października 2010 | Juan Aurich Chiclayo – Alianza Atlético Sullana 1:3 Luis Tejada 63 – Roberto Jiménez 27, Christian John Guevara 49, Nelinho Minzun Quina 90 |
| 16 października 2010 | León Huánuco – FBC Melgar 3:1 Luis Alberto Perea 45, Ronaille Calheira 46g, Gianfranco Espinoza 49 – Carlos Alberto Pérez 84w               |
| 16 października 2010 | Inti Gas Deportes Ayacucho – Universidad San Martín Lima 2:1 Leonardo Mina Polo 13, José Mendoza 72k – Germán Alemanno 31                   |
| 17 października 2010 | Cienciano Cuzco – Sport Huancayo 0:3 Hilden Salas 1, 18, Miguel Mostto 6                                                                    |
| 17 października 2010 | Sport Boys Callao – Universidad César Vallejo Trujillo 2:1 Jonathan Jáuregui 39, Michael Guevara 67 – Héctor Hurtado 53                     |
| 17 października 2010 | Club Sporting Cristal – Colegio Nacional Iquitos 1:0 Miguel Ximénez 86k                                                                     |
| 17 października 2010 | Total Chalaco Callao – Alianza Lima 1:1 Isaac Ponte 13 – Luis Trujillo 14                                                                   |
| 17 października 2010 | Universitario Lima – José Gálvez Chimbote 3:1 Miguel Ángel Torres 44, Darío Alberto Gigena 53, Piero Alva 87 – Juan Luciano Pajuelo 35      |

### Kolejka 36
| Data                 | Mecz |
| -------------------- | --- |
| 22 października 2010 | Total Chalaco Callao – Universidad San Martín Lima 1:5 Franco Geovanny Mendoza 88 – Adán Balbín 13, Héber Alberto Arriola 63, Pablo Vitti 64, 76, Germán Alemanno 83 |
| 22 października 2010 | Alianza Lima – Inti Gas Deportes Ayacucho 3:0 Edgar Daniel González 7, 62, Alexander Gustavo Sánchez 71                                                              |
| 23 października 2010 | Club Sporting Cristal – Universitario Lima 0:0 |
| 23 października 2010 | Cienciano Cuzco – Juan Aurich Chiclayo 3:0 Julio García 20k, Emilio Hidalgo 80w, Juan Carlos Mariño 84w                                                              |
| 23 października 2010 | Universidad César Vallejo Trujillo – León Huánuco 1:2 Ricardo Caldas 38g – Luis Alberto Perea 27, Gustavo Ariel Rodas 71                                             |
| 24 października 2010 | Colegio Nacional Iquitos – José Gálvez Chimbote 1:2 Sergio Óscar Almirón 88g – Paul Cominges 51, 63                                                                  |
| 24 października 2010 | Sport Huancayo – Alianza Atlético Sullana 5:0 Irven Ávila 36, 76, Hilden Salas 43, Miguel Huertas 69, Sixto Santa Cruz 80                                            |
| 24 października 2010 | Sport Boys Callao – FBC Melgar 2:1 Michael Guevara 76, Víctor Alfonso Rossel 88k – Carlos Alberto Pérez 90                                                           |

### Kolejka 37
| Data                 | Mecz |
| -------------------- | --- |
| 27 października 2010 | Inti Gas Deportes Ayacucho – Total Chalaco Callao 2:1 Leonardo Mina Polo 23, Juan Antonio Carrillo 82 – Franco Geovanny Mendoza 34g    |
| 27 października 2010 | Universidad San Martín Lima – Alianza Lima 4:0 Germán Alemanno 59, 61, 90 – Héber Alberto Arriola 76                                   |
| 27 października 2010 | Universitario Lima – Colegio Nacional Iquitos 2:1 Rainer Torres 24, John Tylor Galliquio 84g – Marcelo Zamora 9                        |
| 27 października 2010 | León Huánuco – Sport Boys Callao 4:0 Ronaille Calheira 32g, Gianfranco Espinoza 47g, Carlos Alberto Zegarra 54, Gustavo Ariel Rodas 70 |
| 27 października 2010 | FBC Melgar – Universidad César Vallejo Trujillo 2:0 Karlo Calcina 58, Larry Yáñez 86                                                   |
| 27 października 2010 | Juan Aurich Chiclayo – Sport Huancayo 3:1 Ricardo Ciciliano 15, Reimond Manco 52, Pedro Luís Ascoy 62 – Irven Ávila 83                 |
| 28 października 2010 | José Gálvez Chimbote – Club Sporting Cristal 1:0 Ángelo Cruzado 33g                                                                    |
| 28 października 2010 | Alianza Atlético Sullana – Cienciano Cuzco 2:0 Israel Kahn 5, Nelinho Minzun Quina 9                                                   |

### Kolejka 38
| Data                 | Mecz |
| -------------------- | --- |
| 30 października 2010 | FBC Melgar – Cienciano Cuzco 2:1 Carlos Alberto Pérez 2, 29k – Julio García 31k                                                               |
| 30 października 2010 | Sport Boys Callao – Juan Aurich Chiclayo 2:1                                                                                                  |
| 31 października 2010 | Universidad César Vallejo Trujillo – Alianza Atlético Sullana 2:2                                                                             |
| 31 października 2010 | León Huánuco – Sport Huancayo 2:0 Carlos Alberto Zegarra 36, Éver Gustavo Chávez 65                                                           |
| 31 października 2010 | Inti Gas Deportes Ayacucho – Colegio Nacional Iquitos 5:0 Mario Velarde 5, 20, Alex Segundo Magallanes 34, Renzo Benavides 65, Aldo Olcese 82 |
| 31 października 2010 | Total Chalaco Callao – Universitario Lima 0:0                                                                                                 |
| 1 listopada 2010     | Universidad San Martín Lima – Club Sporting Cristal 1:0 Germán Alemanno 55                                                                    |
| 1 listopada 2010     | Alianza Lima – José Gálvez Chimbote 3:1 Cristofer Soto 50, Paolo Hurtado 70, Donny Neyra 88 – Manuel Francisco Barreto 72                     |

### Kolejka 39
| Data             | Mecz                                                                                            |
| ---------------- | ----------------------------------------------------------------------------------------------- |
| 5 listopada 2010 | Universitario Lima – Inti Gas Deportes Ayacucho 1:1 Piero Alva 58 – José Mendoza 90w            |
| 6 listopada 2010 | Club Sporting Cristal – Total Chalaco Callao 0:1 José Moisela 68                                |
| 6 listopada 2010 | José Gálvez Chimbote – Universidad San Martín Lima 0:0                                          |
| 6 listopada 2010 | Cienciano Cuzco – Sport Boys Callao 2:1 Sergio Ibarra 26, Emilio Hidalgo 72 – Gerardo Gárate 59 |
| 6 listopada 2010 | Alianza Atlético Sullana – FBC Melgar 1:1 Roberto Jiménez 89k – Antonio Meza Cuadra 43          |
| 6 listopada 2010 | Juan Aurich Chiclayo – León Huánuco 1:0 William Chiroque 80                                     |
| 7 listopada 2010 | Colegio Nacional Iquitos – Alianza Lima 2:0 Sergio Óscar Almirón 1, Carlos Barrena 51           |
| 7 listopada 2010 | Sport Huancayo – Universidad César Vallejo Trujillo 1:0 Irven Ávila 5                           |

### Kolejka 40
| Data              | Mecz |
| ----------------- | --- |
| 9 listopada 2010  | FBC Melgar – Sport Huancayo 2:0 Antonio Meza Cuadra 7, Marlon García 57                                                                          |
| 10 listopada 2010 | Alianza Lima – Universitario Lima 2:2 Cristofer Soto 43, Leandro Roberto Fleitas 84 – Miguel Ángel Torres 32, Amilton Prado 56s                  |
| 10 listopada 2010 | Inti Gas Deportes Ayacucho – Club Sporting Cristal 1:3 Leonardo Mina Polo 71 – Andy Robert Pando 45, Luis Advíncula 88, Víctor Yoshimar Yotún 90 |
| 10 listopada 2010 | Total Chalaco Callao – José Gálvez Chimbote 0:0                                                                                                  |
| 10 listopada 2010 | Universidad San Martín Lima – Colegio Nacional Iquitos 3:1 Pedro García 15, 42, Guillermo Guizasola 77 – Sergio Óscar Almirón 47k                |
| 10 listopada 2010 | León Huánuco – Cienciano Cuzco 0:0 |
| 10 listopada 2010 | Sport Boys Callao – Alianza Atlético Sullana 2:2 Víctor Alfonso Rossel 30k, Michael Guevara 56 – Julio César Caicedo 24, 90                      |
| 10 listopada 2010 | Universidad César Vallejo Trujillo – Juan Aurich Chiclayo 0:0                                                                                    |

### Kolejka 41
| Data              | Mecz |
| ----------------- | --- |
| 13 listopada 2010 | Inti Gas Deportes Ayacucho – José Gálvez Chimbote 6:0 José Mendoza 46, 81, 85, Leonardo Mina Polo 54, Aldo Olcese 59, 90 |
| 13 listopada 2010 | Total Chalaco Callao – Colegio Nacional Iquitos 0:2 Osnar Noronha 75, 79                                                 |
| 13 listopada 2010 | Sport Boys Callao – Sport Huancayo 0:2 Miguel Mostto 44, Irven Ávila 76k                                                 |
| 14 listopada 2010 | Club Sporting Cristal – Alianza Lima 0:1 Henry Quinteros 50                                                              |
| 14 listopada 2010 | Universitario Lima – Universidad San Martín Lima 1:0 Piero Alva 67g                                                      |
| 14 listopada 2010 | Cienciano Cuzco – Universidad César Vallejo Trujillo 0:0                                                                 |
| 14 listopada 2010 | León Huánuco – Alianza Atlético Sullana 3:1 Gustavo Ariel Rodas 26, 31, Christian César Sánchez 90 – Israel Kahn 79      |
| 14 listopada 2010 | Juan Aurich Chiclayo – FBC Melgar 2:0 Pedro Luís Ascoy 51, Luis Tejada 66                                                |

### Kolejka 42
| Data              | Mecz |
| ----------------- | --- |
| 20 listopada 2010 | Colegio Nacional Iquitos – Club Sporting Cristal 0:2 Daniel Sánchez 66, Roberto Palacios 90                                                                |
| 20 listopada 2010 | José Gálvez Chimbote – Universitario Lima 0:1 Raúl Ruidíaz 89                                                                                              |
| 20 listopada 2010 | Universidad César Vallejo Trujillo – Sport Boys Callao 2:2 Diego Carranza 45s, Mayer Candelo 69k – Héctor Vásquez 88g, 90                                  |
| 20 listopada 2010 | Sport Huancayo – Cienciano Cuzco 2:2 Juan José Pérez Muro 16, 85 – Guillermo Tomasevich 33g, Sergio Ibarra 78g                                             |
| 21 listopada 2010 | Alianza Lima – Total Chalaco Callao 2:1 Cristofer Soto 69, 74 – Franco Geovanny Mendoza 25g                                                                |
| 21 listopada 2010 | Universidad San Martín Lima – Inti Gas Deportes Ayacucho 4:1 Carlos Alberto Fernández 59, Pedro García 30, 50, Ronald Quinteros 45 – Leonardo Mina Polo 89 |
| 21 listopada 2010 | Alianza Atlético Sullana – Juan Aurich Chiclayo 1:0 Javier Adolfo Martínez 29                                                                              |
| 21 listopada 2010 | FBC Melgar – León Huánuco 1:2 Leandro Rivero 38 – Luis Alberto Perea 72, 84                                                                                |

### Kolejka 43
| Data              | Mecz |
| ----------------- | --- |
| 28 listopada 2010 | Inti Gas Deportes Ayacucho – Alianza Lima 2:2 Leonardo Mina Polo 42, Renzo Benavides 84k – Paolo Hurtado 50, Alexander Gustavo Sánchez 61                                                |
| 28 listopada 2010 | José Gálvez Chimbote – Colegio Nacional Iquitos 2:6 Santiago Salazar 45, Mario Evaristo Leguizamón 78k – Juan Luciano Pajuelo 4s, Sergio Óscar Almirón 35, 47, 54, 67k, Osnar Noronha 90 |
| 28 listopada 2010 | Universidad San Martín Lima – Total Chalaco Callao 1:2 Pedro García 70 – José Villareal 10, Henry Colan 76                                                                               |
| 28 listopada 2010 | Universitario Lima – Club Sporting Cristal 1:1 Raúl Ruidíaz 90 – Andy Robert Pando 69 |
| 28 listopada 2010 | Alianza Atlético Sullana – Sport Huancayo 0:0 |
| 28 listopada 2010 | Juan Aurich Chiclayo – Cienciano Cuzco 2:3 William Chiroque 49, Luis Tejada 78 – Edwin Retamozo 63, Guillermo Tomasevich 65, Juan Carlos Mariño 69k                                      |
| 28 listopada 2010 | León Huánuco – Universidad César Vallejo Trujillo 1:1 Giuliano Portilla 40 – Héctor Hurtado 48                                                                                           |
| 28 listopada 2010 | FBC Melgar – Sport Boys Callao 1:2 Carlos Alberto Pérez 39 – Gerardo Gárate 58, Junior Núñez 82                                                                                          |

### Kolejka 44
| Data           | Mecz |
| -------------- | --- |
| 3 grudnia 2010 | Total Chalaco Callao – Inti Gas Deportes Ayacucho 2:2 Isaac Ponte 30, Joel Herrera 54 – Leonardo Mina Polo 16, Renzo Benavides 59 |
| 4 grudnia 2010 | Alianza Lima – Universidad San Martín Lima 1:1 Roberto Ovelar 84 – Braian Damián Rodríguez 48k                                    |
| 4 grudnia 2010 | Colegio Nacional Iquitos – Universitario Lima 1:0 Carlos Barrena 45                                                               |
| 4 grudnia 2010 | Sport Boys Callao – León Huánuco 3:1 Víctor Alfonso Rossel 31, 38, Juan Arce 81 – Fernando García 74                              |
| 5 grudnia 2010 | Club Sporting Cristal – José Gálvez Chimbote 2:0 Andy Robert Pando 24, Víctor Yoshimar Yotún 90                                   |
| 5 grudnia 2010 | Universidad César Vallejo Trujillo – FBC Melgar 2:0 Manuel Corrales 36, Héctor Hurtado 90                                         |
| 5 grudnia 2010 | Cienciano Cuzco – Alianza Atlético Sullana 2:1 Renzo Reaños 31, Juan Carlos Mariño 56 – Israel Kahn 49                            |
| 5 grudnia 2010 | Sport Huancayo – Juan Aurich Chiclayo 2:0 Hilden Salas 72, 78                                                                     |

### Tabele

#### Tabela grupy A
- Universidad San Martín Lima otrzymał 1 punkt za zajęcie drugiego miejsca w lidze rezerwowej, w której grały klubowe drużyny młodzieżowe (2010 Torneo de Promoción y Reserva)
- klubom Total Chalaco Callao i Universitario Lima odjęto po 2 punkty z powodu problemów finansowych
- klubowi Colegio Nacional Iquitos oddano 4 punkty zabrane w pierwszym etapie

| Poz | Klub                        | Mecze | Zw | Rem | Por | Pkt | BrZd | BrStr |
| --- | --------------------------- | ----- | -- | --- | --- | --- | ---- | ----- |
| 1   | Universidad San Martín Lima | 44    | 28 | 7   | 9   | 92  | 87   | 39    |
| 2   | Alianza Lima                | 44    | 22 | 12  | 10  | 78  | 70   | 48    |
| 3   | Universitario Lima          | 44    | 21 | 11  | 12  | 72* | 55   | 31    |
| 4   | Club Sporting Cristal       | 44    | 18 | 10  | 16  | 64  | 58   | 54    |
| 5   | Inti Gas Deportes Ayacucho  | 44    | 17 | 5   | 22  | 56  | 63   | 69    |
| 6   | Colegio Nacional Iquitos    | 44    | 16 | 8   | 20  | 56  | 58   | 71    |
| 7   | José Gálvez Chimbote        | 44    | 10 | 13  | 21  | 43  | 31   | 67    |
| 8   | Total Chalaco Callao        | 44    | 10 | 12  | 22  | 40* | 41   | 63    |

#### Tabela grupy B
- Universidad César Vallejo Trujillo otrzymał 2 punkty za zajęcie pierwszego miejsca w lidze rezerwowej, w której grały klubowe drużyny młodzieżowe (2010 Torneo de Promoción y Reserva)
- klubowi Cienciano Cuzco odjęto po 2 punkty z powodu problemów finansowych

| Poz | Klub                               | Mecze | Zw | Rem | Por | Pkt | BrZd | BrStr |
| --- | ---------------------------------- | ----- | -- | --- | --- | --- | ---- | ----- |
| 1   | León Huánuco                       | 44    | 24 | 9   | 11  | 81  | 77   | 44    |
| 2   | Universidad César Vallejo Trujillo | 44    | 19 | 11  | 14  | 70  | 64   | 48    |
| 3   | Juan Aurich Chiclayo               | 44    | 19 | 11  | 14  | 68  | 62   | 48    |
| 4   | Sport Huancayo                     | 44    | 17 | 8   | 19  | 59  | 64   | 60    |
| 5   | Sport Boys Callao                  | 44    | 15 | 8   | 21  | 53  | 54   | 78    |
| 6   | FBC Melgar                         | 44    | 13 | 11  | 20  | 50  | 53   | 72    |
| 7   | Cienciano Cuzco                    | 44    | 13 | 10  | 21  | 47* | 50   | 69    |
| 8   | Alianza Atlético Sullana           | 44    | 10 | 14  | 20  | 44  | 45   | 71    |

## Campeonato Peruano 2010
| Mistrzostwo Peru |
| --- |
| León Huánuco – Universidad San Martín Lima 1:1 i 1:2 |
| 8 grudnia 2010 Huánuco Estadio Heraclio Tapia León Huánuco – Universidad San Martín Lima 1:1 (0:0) Sędzia: Manuel Garay Bramki: 1:0 Carlos Alberto Zegarra 51, 1:1 Germán Alemanno 90 Żółte kartki: – / Adán Balbín 32, Aldo Corzo 63, Christian Alberto Cueva 81 Czerwone kartki: Ronaille Calheira 33, Gustavo Ariel Rodas 43 / Christian Ramos 33, Héber Alberto Arriola 43 Club Social Deportivo León de Huánuco: Juan Flores – Luis Guadalupe, Luis Felipe Cardoza, Gianfranco Espinoza – Gustavo Ariel Rodas, Carlos Alberto Zegarra (90 Daniel Alexander Hidalgo), Jean Ferrari, Víctor Peña, Éver Gustavo Chávez (86 Giuliano Portilla) – Luis Alberto Perea, Ronaille Calheira Club Deportivo Universidad San Martín de Porres: Ricardo Farro – Orlando Contreras, Adán Balbín (45 Atilio Muente Gionti), Christian Ramos, Aldo Corzo – Carlos Alberto Fernández, John Hinostroza, Ronald Quinteros (65 Christian Alberto Cueva) – Pablo Vitti (73 Pedro García), Germán Alemanno, Héber Alberto Arriola |
| 12 grudnia 2010 Lima Estadio Nacional del Perú Universidad San Martín Lima – León Huánuco 2:1 (2:1) Sędzia: Víctor Rivera Bramki: 1:0 Pedro García 14, 2:0 Pablo Vitti 25w, 2:1 Luis Alberto Perea 28k Żółte kartki: – / Gianfranco Espinoza 41, Carlos Alberto Zegarra 49, Luis Alberto Perea 69 Club Deportivo Universidad San Martín de Porres: Ricardo Farro – Orlando Contreras, Adán Balbín, Guillermo Guizasola, Aldo Corzo – Pedro García (67 Braian Damián Rodríguez), John Hinostroza, Ronald Quinteros, Atilio Muente Gionti – Pablo Vitti, Germán Alemanno Club Social Deportivo León de Huánuco: Juan Flores – Luis Guadalupe, Luis Felipe Cardoza, Giuliano Portilla, Gianfranco Espinoza – Carlos Alberto Zegarra, Jean Ferrari, Víctor Peña, Éver Gustavo Chávez, Guillermo Salas (58 Fernando García) – Luis Alberto Perea |

Mistrzem Peru został klub Universidad San Martín Lima, natomiast klub León Huánuco został wicemistrzem Peru.

## Tabela sumaryczna sezonu 2010
| Poz | Klub                               | Mecze | Zw | Rem | Por | Pkt | BrZd | BrStr |
| --- | ---------------------------------- | ----- | -- | --- | --- | --- | ---- | ----- |
| 1   | Universidad San Martín Lima        | 44    | 28 | 7   | 9   | 92  | 87   | 39    |
| 2   | León Huánuco                       | 44    | 24 | 9   | 11  | 81  | 77   | 44    |
| 3   | Alianza Lima                       | 44    | 22 | 12  | 10  | 78  | 70   | 48    |
| 4   | Universitario Lima                 | 44    | 21 | 11  | 12  | 72  | 55   | 31    |
| 5   | Universidad César Vallejo Trujillo | 44    | 19 | 11  | 14  | 70  | 64   | 48    |
| 6   | Juan Aurich Chiclayo               | 44    | 19 | 11  | 14  | 68  | 62   | 48    |
| 7   | Club Sporting Cristal              | 44    | 18 | 10  | 16  | 64  | 58   | 54    |
| 8   | Sport Huancayo                     | 44    | 17 | 8   | 19  | 59  | 64   | 60    |
| 9   | Inti Gas Deportes Ayacucho         | 44    | 17 | 5   | 22  | 56  | 63   | 69    |
| 10  | Colegio Nacional Iquitos           | 44    | 16 | 8   | 20  | 56  | 58   | 71    |
| 11  | Sport Boys Callao                  | 44    | 15 | 8   | 21  | 53  | 54   | 78    |
| 12  | FBC Melgar                         | 44    | 13 | 11  | 20  | 50  | 53   | 72    |
| 13  | Cienciano Cuzco                    | 44    | 13 | 10  | 21  | 47  | 50   | 69    |
| 14  | Alianza Atlético Sullana           | 44    | 10 | 14  | 20  | 44  | 45   | 71    |
| 15  | José Gálvez Chimbote               | 44    | 10 | 13  | 21  | 43  | 31   | 67    |
| 16  | Total Chalaco Callao               | 44    | 10 | 12  | 22  | 40  | 41   | 63    |